# Orest Danilovič Hvolson
Orest Danilovič Hvolson [orést danílovič hvólson] (rusko Оре́ст Дани́лович Хво́льсон), ruski fizik, * 4. december (22. november, ruski koledar) 1852, Sankt Peterburg, Ruski imperij (sedaj Rusija), † 11. maj 1934, Leningrad, Sovjetska zveza (sedaj Sankt Peterburg).
Hvolson je najbolj znan po svojem pionirskem delu s področja gravitacijskega lečenja.